# Ime mi je Li
Ime mi je Li (It.: Io sono Li, ang.: Shun Li and the Poet) je italijanski celovečerni igrani film, nastal leta 2012 v režiji Andree Segreja, režiserja dokumentarnih filmov. 
Film je poleg nagrade Lux Prize, ki jo evropski parlament podeljuje filmom na temo integracije znotraj Evropske unije in evropskih vrednot, na Beneškem filmskem festivalu prejel še tri nagrade.
Govori o mladi kitajski priseljenki Li in ostarelem Bepiju, priseljencu iz nekdanje Jugoslavije, ki razume njene občutke tujosti, saj jih je tudi sam preživljal, ko je pred tridesetemi leti emigriral v Italijo. Razmerje med protagonistom, znanim kot Pesnikom zaradi njegovih rim, in protagonistko, ostaja za njuno okolico zavito v meglo nerazumevanja, ponazorjeno s posnetki meglene pokrajine, ki vodi v ugibanja, obrekovanje in prepoved njunega druženja. Li je postavljena pred dejstvo, da mora izbirati med druženjem z Bepijem in tem, da bo videla svojega otroka, ki se ji na koncu pridruži. 

## Zasedba
- Shun Li - Zhao Tao
- Bepi - Rade Šerbedžija